# Lijst van choreografen
Hieronder volgt een alfabetische lijst met beroemde choreografen die nog actief zijn, gestopt zijn of al overleden zijn.

## A
- Frederick Ashton

## B
- George Balanchine
- Pina Bausch
- Pierre Beauchamp
- Isabelle Beernaert
- Maurice Béjart
- Ted Brandsen
- Trisha Brown
- Erik Bruhn
- Davy Brocatus
- Grace Ellen Barkey

## C
- Krisztina de Châtel
- Chokri Ben Chikha
- Sidi Larbi Cherkaoui
- Gabri Christa
- Nils Christe
- Roberto da Costa
- John Cranko
- Birgit Cullberg
- Merce Cunningham

## D
- Rudi van Dantzig
- Peter Darrell
- Anne Teresa De Keersmaeker
- Koen De Preter
- Anouk van Dijk
- Ugo Dehaes
- Randi De Vlieghe

## E
- Mats Ek
- Alexander Ekman
- Mette Edvardsen

## F
- Jan Fabre
- Michael Flatley
- Michel Fokine
- Marc Forno
- Simone Forti
- Bob Fosse

## G
- Sonia Gaskell
- Parris Goebel
- Marco Goecke
- Arnold Goores
- Martha Graham
- Joeri Grigorovitsj
- George Gurdjieff
- Lisbeth Gruwez

## H
- Galen Hooks

## I
- Johan Inger
- Mette Ingvartsen
- Lev Ivanovich Ivanov

## J
- Roy Jonathans
- Conny Janssen
- Penney de Jager

## K
- Dan Karaty
- Akram Khan
- Michael Kidd
- Sardono Waluyo Kusumo
- Jiří Kylián

## L
- Sol León
- Nita Liem
- Serge Lifar
- Paul Lightfoot
- Marlène Lie A Ling
- José Limón
- Faustin Linyekula
- Luam
- Joke Laureyns

## M
- Kenneth MacMillan
- Hans van Manen
- Lucia Marthas
- Léonide Massine
- Igor Moisejev
- Kwint Manshoven

## N
- Ohad Naharin
- Vaslav Nijinsky
- Bronislava Nijinska
- Michèle Noiret
- Jean-Georges Noverre
- John Neumeier
- Roedolf Noerejev

## O
- Opiyo Okach

## P
- Guy Pauwels
- Steve Paxton
- Jules Perrot
- Marius Petipa
- Kenny Philippaars
- Crystal Pite
- Alain Platel

## R
- Yvonne Rainer
- Robert Rauschenberg
- Harijono Roebana
- Jerome Robbins
- Eddy Roos (1949)

## S
- Jeanguy Saintus
- Toer van Schayk
- Ton Simons
- Alma Söderberg
- Meg Stuart

## T
- Filippo Taglioni
- Anthony Tudor
- Hans Teurlings

## V
- Ninette de Valois
- Oleg Vinogradov
- Vincent Vianen
- Karolien Verlinden

## W
- Mary Wigman
- Marthe Weijers
- Ed Wubbe